# Alekszandr Romanovics Beljajev
Alekszandr Romanovics Beljajev (Александр Романович Беляев) (Szmolenszk, 1884. március 16. – Puskin (Leningrád), 1942. január 6.) szovjet-orosz sci-fi-író.

## Élete

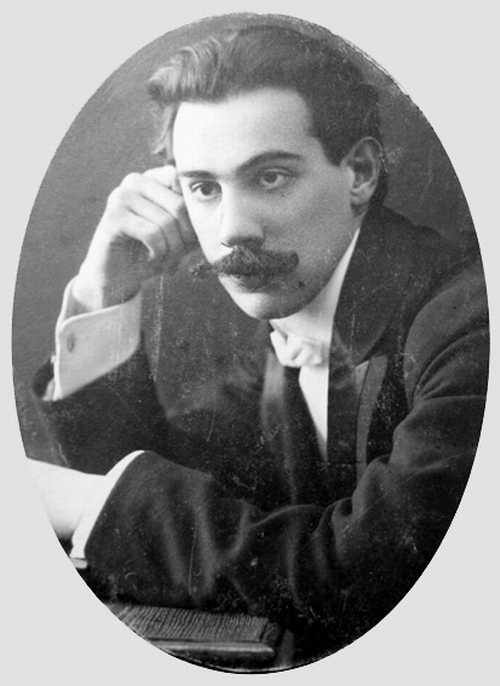
1915 körül

Alekszandr Beljajev egy lelkész fiaként született Szmolenszkben, 1884. március 16-án.
1934-ben Beljajev találkozott H. G. Wellsszel, aki dicsérte műveit.
1941-ben, a nagy honvédő háború idején Beljajev nem volt hajlandó elhagyni Leningrádot, és a hátországba költözni. A Wehrmacht elfoglalta azt a városrészt, ahol laktak, ezután az író feleségét és lányát deportálták a majdaneki koncentrációs táborba Lengyelországba. Beljajev 1942 januárjában valószínűleg alultápláltság miatt halt meg (éhen halt). Pontos temetési helye a mai napig nem ismert.

## Magyarul megjelent művei
- A kétéltű ember. Ifjúsági regény; ford. Boros Tatjána, ill. Kontraszty László; Független Ny., Bp., 1947 (Új Magyar Könyvkiadó ifjúsági könyvtára)
- Dowell professzor feje. Fantasztikus regény; ford. Magos László, ill. Gáll Gyula; Kossuth, Bp., 1965 (Tk)
- Az utolsó atlantiszi (Последний Человек из Атлантиды) / A levegőkereskedő (Продавец воздуха); ford. Török Piroska, utószó Kuczka Péter, ill. Würtz Ádám; Kossuth, Bp., 1970 (Fantasztikus sorozat)
- A repülő ember. Fantasztikus regény (Ариэль); ford. Gellért György, ill. Benkő Sándor; Móra, Bp., 1971 (Delfin könyvek)
- A kétéltű ember. Regény; ford. Balassa Anna; Móra, Bp., 1976 (Delfin könyvek) ISBN 9631106322[1] (Online elérhetőség)
- A levegőkereskedő. Fantasztikus kisregények / Dowell professzor feje / Az utolsó atlantiszi / A levegőkereskedő; ford. Magos László, Török Piroska; Kossuth, Bp., 1978 ISBN 963091090x

## Filmváltozatok
1928-as A kétéltű ember (Человек-амфибия) című regényéből 1962-ben színes szovjet sci-fi kalandfilm, 2004-ben négy részből álló orosz tévéfilm készült. Hét további művét is megfilmesítették.